# Arthur Ponsonby, 1. baron Ponsonby
Arthur Ponsonby, 1. baron Ponsonby (Arthur Augustus William Ponsonby, 1st Baron Ponsonby of Shulbrede) (16. února 1871 – 23. března 1946)byl britský politik ze šlechtického rodu Ponsonbyů. Byl dlouholetým členem Dolní sněmovny za stranu labouristů, zastával nižší funkce v několika vládách. S titulem barona přešel v roce 1930 do Sněmovny lordů. Uplatnil se mimo jiné jako spisovatel.

## Kariéra
Pocházel ze šlechtického rodu Ponsonbyů, byl nejmladším synem generála Sira Henryho Ponsonbyho (1825-1895), dlouholetého tajemníka královny Viktorie. V dětství byl pážetem královny Viktorie, studoval v Etonu a Oxfordu, po studiích krátce působil ve službách ministerstva zahraničí a zastával nižší posty na velvyslanectvích v Istanbulu a Kodani, v letech 1905-1907 byl soukromým tajemníkem premiéra Henryho Campbell-Bannermana. V letech 1908-1918 a 1922-1930 byl členem Dolní sněmovny, kde se připojil k labouristům a byl odpůrcem účasti Británie v první světové válce. V labouristických a koaličních vládách zastával funkce státního podsekretáře zahraničí (1924), státního podsekretáře pro záležitosti dominií (1929) a parlamentního tajemníka na ministerstvu dopravy (1929-1931). V roce 1930 byl povýšen na barona a povolán do Sněmovny lordů, kde byl v letech 1930-1935 mluvčím labouristů. Z veřejného dění odstoupil v roce 1940, kdy odmítl účast Labour Party na koaličním válečném kabinetu.

## Rodina a majetek
Od roku 1898 byl ženatý s Dorotheou Parry (†1963), která po matce pocházela z rodu Herbertů (byla vnučkou ministra Sidneye Herberta). V současnosti tuto rodovou linii reprezentuje Frederick Ponsonby, 4. baron Ponsonby (*1958).
Jeho majetkem bylo od roku 1902 starobylé sídlo Shulbrede Priory (Sussex), od nějž byl odvozen šlechtický titul.